# الشرق السريع السياحي
الشرق السريع السياحي (بالتركية: Turistik Doğu Ekspresi توريستيك دو إكسبريسي) هو قطار ركاب سياحي تديره شركة السكك الحديدية التركية (TCDD Taşımacılık). بدأت خدمة القطار لأول مرة في 29 مايو 2019 بحفل رسمي حضره وزراء الحكومة. ينطلق القطار مسافة 1,365 كم (848 ميل) شرقًا من محطة قطار أنقرة إلى محطة قطار كارس. ويسير على نفس سكة حديد قطار الشرق السريع.

## نظرة عامة
ينطلق قطار الشرق السريع السياحي من أنقرة في الساعة 16:55 ويصل إلى كارس بعد 31 ساعة. ويغادر كارس في الساعة 23:55. ينطلق من أنقرة في أيام الاثنين والأربعاء والجمعة، ويعود من كارس أيام الأربعاء والجمعة والأحد. يحتوي القطار على تسعة مقطورات ستة منها مخصصة للنوم مع أسرة وواحدة مخصصة للطعام مع طاولات ومقاعد ومقطورتين مقاعد للركاب. يستوعب القطار 120 راكبًا.

## التذاكر
التذاكر بسعر 480 ليرة تركية (حوالي 65 دولارًا أمريكيًا) لحجرة مفردة، و300 ليرة تركية (حوالي 41 دولارًا أمريكيًا) لسرير واحد في حجرة زوجية.